# Нездолій Кузьма Павлович

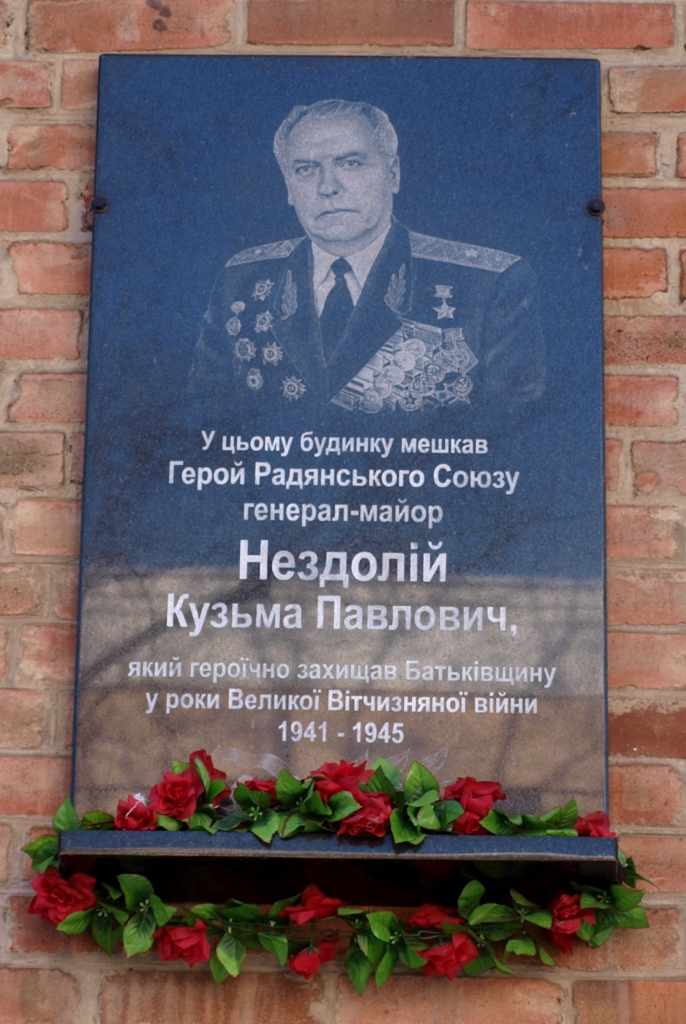

Нездолій Кузьма Павлович (нар. 14 листопада 1923 — пом. 7 травня 2010) — генерал-майор, Герой Радянського Союзу.

## Життєпис
Народився 14 листопада 1923 року в селі Кумейки, Черкаська область у селянській сім'ї. 19 червня 1941 року закінчив місцеву середню школу.
23 червня 1941 року призваний до лав Червоної армії та направлений до Ярославського військово-піхотного училища.
В складі училища брав участь в обороні Смоленська. Брав участь у параді 7 листопада 1941 року на Червоній площі у складі 50-го кулеметно-стрілецького полку. Прямо з параду частина була направлена на оборону Москви під Яхрому — там полк тримав оборону цілий місяць, а Нездолій в одному з боїв отримав перше поранення. Під час оборони Москви дістав і друге, важке, поранення. Оперував у шпиталі молодого бійця сам Вишневський.
У 1943 році закінчив прискорений курс Владимирського військового піхотного училища. Після закінчення училища отримав звання молодший лейтенант та був призначений комсоргом батальйону 294-го стрілецького полку 184-ї стрілецької Духовщинскої Червонопрапорної дивізії, що вела бої під Сталінградом. Знову був поранений. Після лікування у Саратові повернувая у свою дивізію. Брав участь у звільненні Білорусі, Литви, боях у Східній Пруссії.
Війну з Німеччиною Кузьма Павлович завершив під Кенігсбергом. В середині травня дивізія, в якій служив Нездолій, була направлена на Далекий Схід. Брав участь у розгромі японської Квантунської армії.
Після закінчення Другої світової війни Кузьма Павлович продовжував службу в Збройних Силах. У 1956 році закінчив Військово-політичну академію, у 1962 році — Харківський державний університет (заочно). Працював начальником політвідділу Полтавського обласного військового комісаріату.
1980 року полковник Кузьма Павлович Нездолій вийшов у відставку. Жив у Полтаві. Брав активну участь у ветеранському русі. На відпочинку займався літературною творчістю. У своїх віршах він згадував про бойових товаришів, про війну, про прожиті літа, свої молоді роки. У 2009 році у видавництві «Дивосвіт» вийшла друком перша збірка віршів Кузьми Нездолія «Коли не спиться ветерану». За свій вік Кузьма Нездолій надрукував три збірки поезій, четверта вийшла вже після його смерті.
Помер 7 травня 2010 року.

## Нагороди
- Указом Президії Верховної Ради СРСР від 24 березня 1945 року «за зразкове виконання бойових завдань командування в боях за звільнення Литви і проявлені при цьому мужність і героїзм» молодшому лейтенанту Кузьмі Павловичу Нездолію було присвоєне звання Героя Радянського Союзу з врученням ордена Леніна і медалі Золота Зірка.

## Вшанування пам'яті
- 7 травня 2011 року, в Полтаві, на будинку № 35 по вулиці Гоголя, де він мешкав, встановлено меморіальну дошку (скульптор Дмитро Коршунов). Демонтовано у 2023 році.